# Franziskuskirche (Riehen)

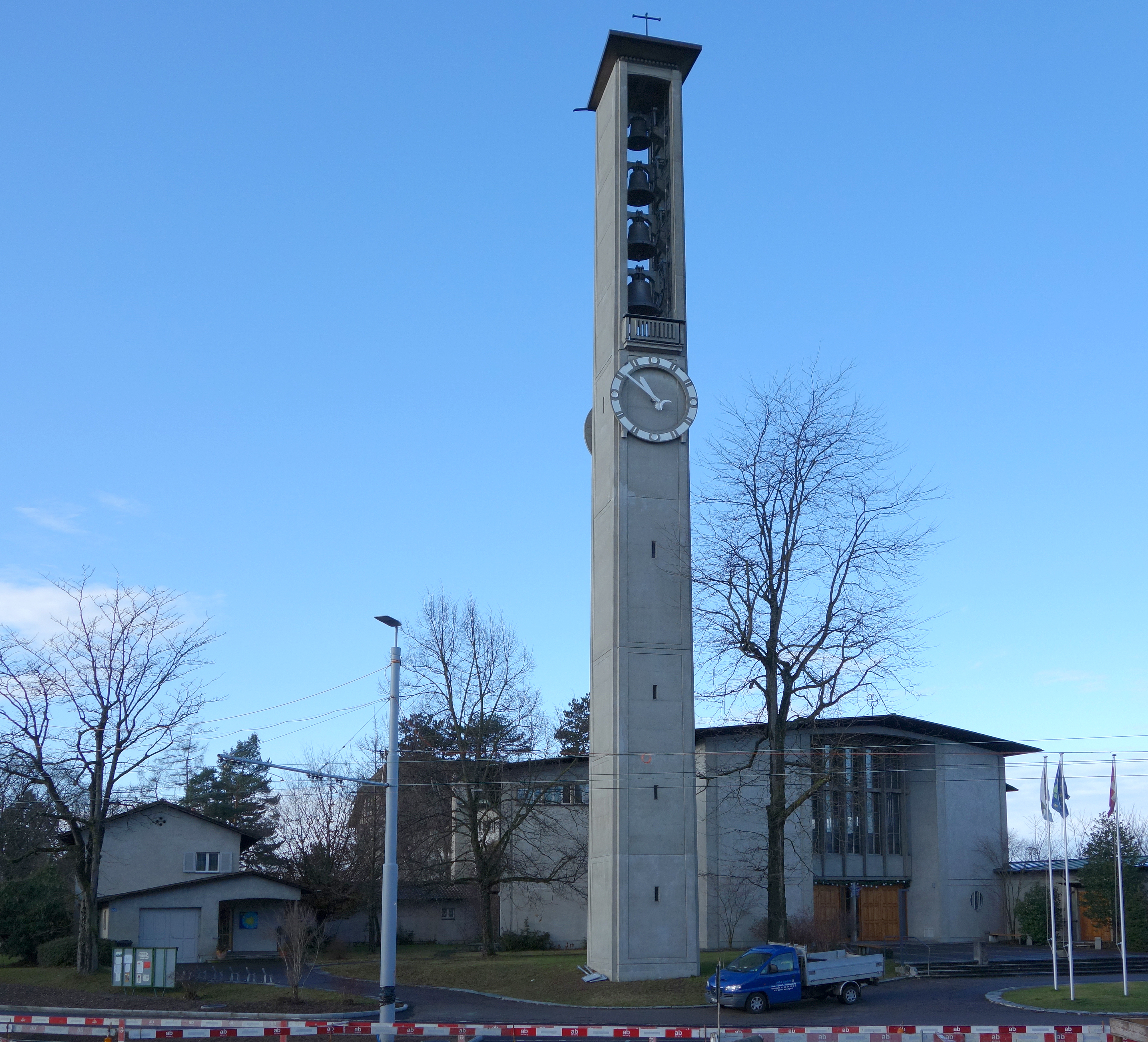
Franziskuskirche, Riehen

Die Franziskuskirche, auch St.-Franziskus-Kirche genannt, befindet sich in der Schweizer Gemeinde Riehen an der Äusseren Baselstrasse 170. Sie wurde 1950 vom Zürcher Architekten Fritz Metzger erbaut und gehört zu den Kulturgütern Riehens.

## Beschreibung
Der Baukörper, ein quer-ovaler Chorraum und das trapezförmig nach hinten ansteigende Kirchenschiff mit sehr flach geneigtem Satteldach, führt durch seine Gestaltung die Gläubigen ganz nach dem Geist des Zweiten Vatikanischen Konzils nah an den Altar. 1989 wurde der Innenraum vom Tessiner Künstler Pierre Casè im Sinne der Schöpfungsspiritualität des St. Franziskus ausgestaltet. Die farbigen Bänder an den Wänden erinnern an herbstliche Blätter, den Sommerhimmel, den Schnee und die untergehende Sonne und verweisen auf den Sonnengesang des heiligen Franziskus. Die aufgelösten Kreuze, in «Arte Povera» gestaltet, sollen zeigen, dass in allem Leid Gott da ist. Altar und Ambo sind aus Maggia-Granit, Beton und Messing.
Die Orgel auf der Empore wurde 1991 von Hans Füglister (Grimisuat / Wallis) erbaut und 1992 eingeweiht. Sie ist ein am barocken elsässischen Orgelbau orientiertes Instrument und verfügt über 25 Register auf zwei Manualen und Pedal.
Der wie ein Campanile frei stehende, 35 Meter hohe, sehr schlanke Glockenturm mit Pultdach enthält in einem nach zwei Seiten offenen Glockengeschoss vier übereinander hängende Glocken, die von Bildhauer Albert Schilling gestaltet und 1959 bei H. Rüetschi in Aarau gegossen wurden. Sie tragen die Namen der Vier Evangelisten:
| Glocke | Name           | Gewicht | Schlagton |
| ------ | -------------- | ------- | --------- |
| 1      | Johannesglocke | 2209 kg | C°        |
| 2      | Lukasglocke    | 1334 kg | es′       |
| 3      | Markusglocke   | 0996 kg | f′        |
| 4      | Matthäusglocke | 0582 kg | as′       |

Unterhalb der Glocken sind auf zwei Turmseiten Zifferblätter der Turmuhr angebracht, deren Durchmesser größer ist als die Seitenbreite des Turmschafts.
Das zur Kirche gehörige Pfarreiheim St. Franziskus liegt an der Äusseren Baselstrasse 168 in Riehen. Es wurde im Jahr 2014 totalsaniert.